# Sweet Lady
Sweet Lady es una canción de rock compuesta por Brian May, guitarrista de Queen. La canción está incluida como la sexta pista del álbum A Night at the Opera, realizado en 1975.
En el comienzo de la canción, se aprecia el sonido muy personal y especial de la guitarra de Brian May, la Red Special.
Musical y literalmente es el predecesor de Tie Your Mother Down; esta canción para entonces ya había sido escrita.
Roger Taylor recuerda esta canción como la ejecución de batería más difícil que le ha tocado interpretar.
- Datos: Q1292949